# Tolvan Tolvansson
Tolvan Tolvansson är en fiktiv person som används i svensk sjukvård i utbildningssyfte med personnummer 121212+1212, vilket kan valideras med hjälp av Luhn-algoritmen.
Det finns ingen riktig person med personnummer 121212+1212 eftersom ingen person född 1912 fick de siffrorna när personnummersystemet infördes. Det finns inte heller någon riktig person med personnummer 121212-1212 eftersom Skatteverket spärrade det 2012.  
Användningen av 121212+1212 eller 121212-1212 är ett enkelt sätt att åstadkomma bra testdata för IT-system eftersom tangenterna ligger nära varandra på de flesta tangentbord. Många IT-system kräver ett komplett och giltigt personnummer. Som IT-utvecklare och -testare är det viktigt att kunna använda korrekt utformade personnummer som inte är riktiga personer.
2021-05-27 avslutades kontot i journalsystemet Takecare.